# Puckaun
Puckaun es una localidad situada en el condado de Tipperary de la provincia de Munster (República de Irlanda), con una población en 2016 de 250 habitantes.
Se encuentra ubicada en la zona centro-sur del país, a la orilla del río Shannon, cerca de las montañas Galtee al norte de Cork y al sureste de Galway.